# Loleatta Holloway

Loleatta Holloway (Chicago, 5 de novembro de 1946 - 21 de março de 2011) foi uma cantora norte-americana, conhecida principalmente por canções como "Cry To Me", "Hit and Run", "Runaway", “Catch Me On The Rebound”, "Love Sensation" e “Relight My Fire” (de Dan Hartman). Loleatta nasceu em Chicago em 1946 e, como a maioria de seus colegas, começou a cantar em grupos de gospel antes de se lançar em uma carreira solo através da subsidiária GRC Aware. Em 1976, foi assinado com o ouro Norman Harris , uma ramificação da Salsoul Records, onde gravou todos os seus melhores trabalhos, geralmente trabalhando com Harris. Embora ela tenha feito uma série de gravações clássicas, foi através do seu trabalho ao vivo que Loleatta destacou, muitas vezes realizando shows nos clubes gays da época, como o Paradise Garage e o Better Days.
Seus vocais em "Love Sensation" foram posteriormente base para mais de 30 músicas, incluindo o grupo italiano Black Box para "Ride On Time" e "I don't know anybody else", Moby em "Move" e Marky Mark and The Funky Bunch em "Good Vibrations".
Loleatta morreu em 21 de março de 2011 após um curto período de doença.